# Orlando Rincón
Orlando Javier Rincón Reyes (Cuautla, 19 settembre 1985) è un ex calciatore messicano, di ruolo difensore.